# Liudas Mediekša
Liudas Mediekša (* 10. Dezember 1954 in Vainikai, Rajongemeinde Kėdainiai) ist ein litauischer Manager, Leiter von „Agrochema“ und Politiker der Rajongemeinde Jonava.

## Leben
1978 absolvierte er das Diplomstudium am Kauno politechnikos institutas und wurde Ingenieur-Mechaniker.
Er arbeitete als leitender Ökonom bei UAB „Viachema“, Vorstandsmitglied bei UAB „Jontaura“, von 2000 bis 2010 war er Generaldirektor von UAB „Agrochema“. Von 2000 bis 2007 war er Mitglied im Stadtrat Jonava.
Er war Mitglied von Naujoji sąjunga, Präsident des Laufen-Clubs „Maratonas“ (Jonava).
Er ist verheiratet und mit Frau Veronika hat zwei Töchter Jovita und Vilma sowie den Sohn Valdemaras.

## Quelle
- Leben (VRK.lt Information, 2007)

| Personendaten    | Personendaten                     |
| ---------------- | --------------------------------- |
| NAME             | Mediekša, Liudas                  |
| KURZBESCHREIBUNG | litauischer Manager               |
| GEBURTSDATUM     | 10. Dezember 1954                 |
| GEBURTSORT       | Vainikai, Rajongemeinde Kėdainiai |